# Dezember 2017
Portal Geschichte | Portal Biografien | Aktuelle Ereignisse | Jahreskalender | Tagesartikel

◄ |
20. Jahrhundert |
21. Jahrhundert

◄ |
1980er |
1990er |
2000er |
2010er
| 2020er | 2030er | 2040er

◄ |
2013 |
2014 |
2015 |
2016 |
2017
| 2018 | 2019 | 2020 | 2021 | ►

◄ |
September 2017 |
Oktober 2017 |
November 2017 |
Dezember 2017 |
Januar 2018 |
Februar 2018 |
März 2018 |
►
Dieser Artikel behandelt tagesbezogene Nachrichten und Ereignisse im Dezember 2017.

## Tagesgeschehen

### Freitag, 1. Dezember 2017
- Tokio/Japan: Kaiser Akihito kündigt seine Abdankung zum 30. April 2019 an.[1]

### Samstag, 2. Dezember 2017

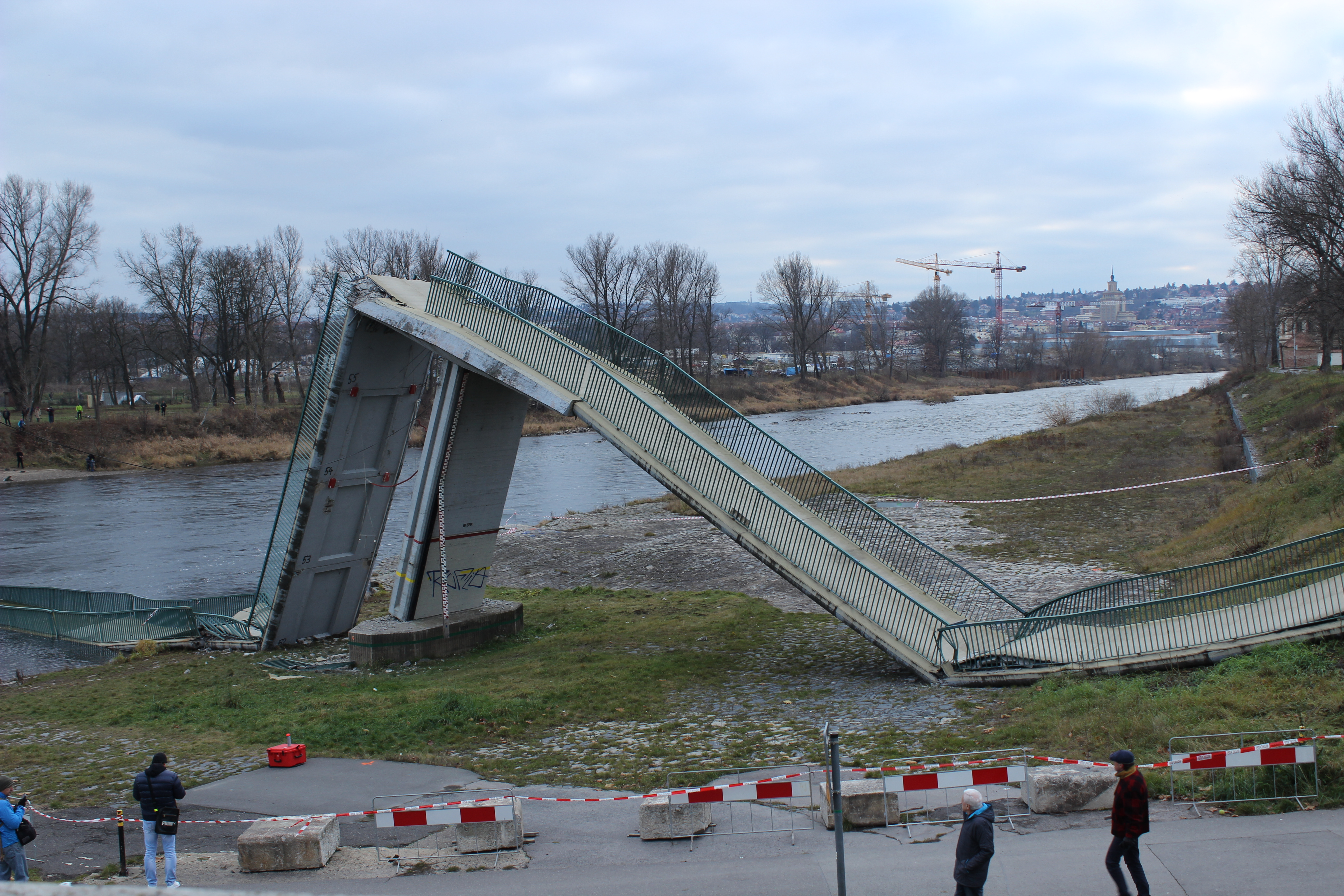
Die Brücke in Prag einen Tag nach dem Einsturz.

- Prag/Tschechien: Die Fußgängerbrücke Trojská lávka über die Moldau stürzt ein.[2]

### Sonntag, 3. Dezember 2017
- Saarbrücken/Deutschland: Bei einem Feuer in einem mehrstöckigen Wohnhaus in Saarbrücken sind vier Menschen ums Leben gekommen. Es gibt auch zahlreiche Verletzte.[3]

### Montag, 4. Dezember 2017
- München/Deutschland Der bayerische Ministerpräsident Horst Seehofer (CSU) kündigt seinen Rücktritt für Anfang 2018 an. Als Nachfolger ist der derzeitige bayerische Finanzminister Markus Söder (CSU) vorgesehen.[4]

### Dienstag, 5. Dezember 2017
- Berlin/Deutschland: Der Menschenrechtspreises der Friedrich-Ebert-Stiftung wird an das Organisationskomitee der Kerzenbürger-Demonstrationen in Südkorea verliehen.[5]
- Brüssel/Belgien: Die europäischen Finanzminister veröffentlichen eine Schwarze Liste von 17 Ländern, die als Steueroase bewertet werden.[6]
- Lausanne/Schweiz: Das Internationale Olympische Komitee verbietet dem russischen Komitee die Teilnahme an den Olympischen Winterspielen 2018.[7]
- Meerbusch/Deutschland: Ein Regionalexpress ist auf einen Güterzug aufgefahren. Beim Unfall wurden 47 Menschen verletzt, drei von ihnen schwer.[8]
- Wien/Österreich: Der Verfassungsgerichtshof entscheidet, dass gleichgeschlechtlichen Paaren die Ehe zum 1. Januar 2019 offensteht.[9][10]

### Mittwoch, 6. Dezember 2017
- Jerusalem/Israel: Als erster ausländischer Staat erkennen die Vereinigten Staaten  unter dem US-amerikanischen Präsidenten Donald Trump Jerusalem als ungeteilte Hauptstadt Israels diplomatisch an. Die Botschaft der Vereinigten Staaten in Tel Aviv wird in den kommenden Jahren von Tel Aviv nach Jerusalem verlagert.[11]

### Donnerstag, 7. Dezember 2017
- Damaskus/Syrien: Das russische Verteidigungsministerium erklärt den IS in Syrien für besiegt.[12]

### Freitag, 8. Dezember 2017

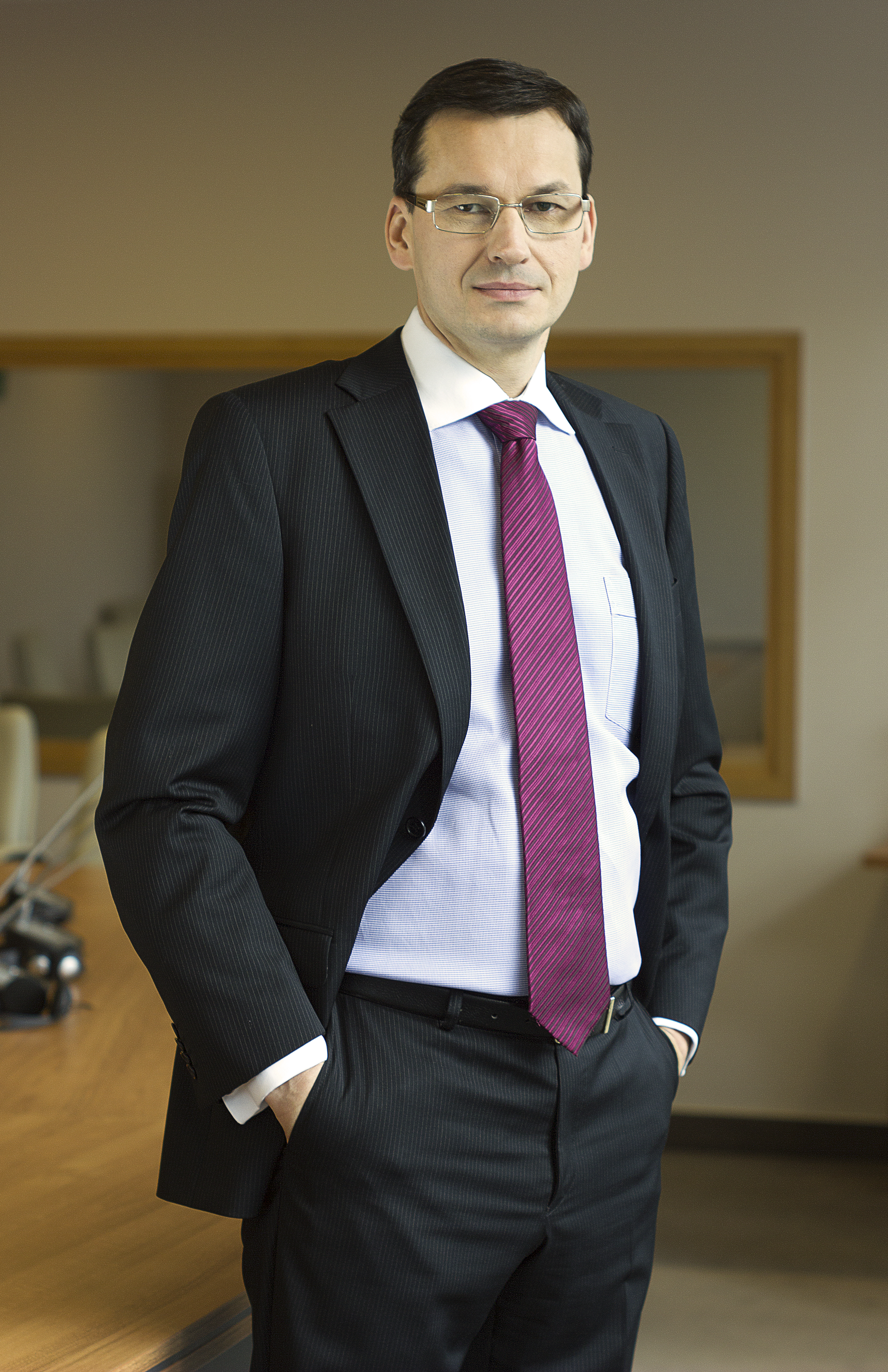
Mateusz Morawiecki (2012)

- Warschau/Polen: Mateusz Morawiecki wird zum Ministerpräsidenten Polens designiert; er soll die Nachfolge von Beata Szydło antreten.[13]

### Samstag, 9. Dezember 2017
- Bagdad/Irak: Der irakische Regierungschef Haider al-Abadi erklärt den IS im Irak für besiegt.[14]

### Sonntag, 10. Dezember 2017
- Berlin/Deutschland: Die Gesellschaftssatire The Square von Ruben Östlund wird mit dem Europäischen Filmpreis ausgezeichnet.[15]

### Montag, 11. Dezember 2017
- Buenos Aires/Argentinien: Die 11. Ministerkonferenz der Welthandelsorganisation (WTO) beginnt.[16]
- Riad/Saudi-Arabien: Im Zuge einer vorsichtigen Öffnung und Modernisierung des Landes kündigt das Königshaus an, nach drei Jahrzehnten erstmals 2018 wieder Kinos zu öffnen.[17]

### Dienstag, 12. Dezember 2017
- Baumgarten an der March/Österreich: Bei einer Gasstation in Baumgarten, Niederösterreich, ist es zu einer Explosion gekommen. Mehrere Menschen wurden verletzt, eine Person kam dabei ums Leben.[18]

### Mittwoch, 13. Dezember 2017
- Dresden/Deutschland: Der Sächsische Landtag wählt Michael Kretschmer (CDU) zum neuen Ministerpräsidenten. Sein Amtsvorgänger und Parteikollege Stanislaw Tillich erklärte im Oktober, er wolle das Amt „in jüngere Hände geben“.[19]
- Istanbul/Türkei: Auf einem Sondergipfel der Organisation für Islamische Zusammenarbeit in Istanbul haben mindestens 20 Staats- und Regierungschefs die Anerkennung Ost-Jerusalems als Hauptstadt Palästinas beschlossen.[20]

### Donnerstag, 14. Dezember 2017
- Burbank/Vereinigte Staaten: Der geplante Verkauf des amerikanischen Medienunternehmens 21st Century Fox, mit Ausnahme der Nachrichten- und einiger nationaler Sportkanäle, an die Walt Disney Company wird offiziell bekanntgegeben. Der Preis der Übernahme soll bei 52,4 Milliarden US-Dollar liegen.[21]
- Washington, D.C./Vereinigte Staaten: Die Federal Communications Commission (FCC) spricht sich in einer Abstimmung gegen die Netzneutralität in den Vereinigten Staaten aus.[22]

### Freitag, 15. Dezember 2017
- Hamburg/Deutschland: Mit der Beate Uhse AG meldet Deutschlands ältester Erotikhändler Insolvenz an.[23]
- Java/Indonesien: Mindestens 11 Personen werden durch die Auswirkungen eines Erdbebens mit der Magnitude 6,5 getötet.[24]

### Samstag, 16. Dezember 2017
- Abu Dhabi/Vereinigte Arabische Emirate: Im Finale der Klub-Weltmeisterschaft im Fußball siegt der spanische Vertreter Real Madrid mit 1:0 gegen den Grêmio FC aus Porto Alegre in Brasilien. Es ist Madrids sechster Titel in diesem Wettbewerb, inklusive der drei Titel im Weltpokal.[25]
- Villa Santa Lucia/Chile: Mindestens 16 Menschen sterben durch Sturzfluten und Erdrutsche.[24]
- Eastern Samar/Philippinen: Tropischer Sturm Kai-Tek trifft auf die Provinz Eastern Samar. Die Auswirkungen des Sturms zerstören mehr als 4000 Häuser und töten 91 Personen.[24]

### Sonntag, 17. Dezember 2017

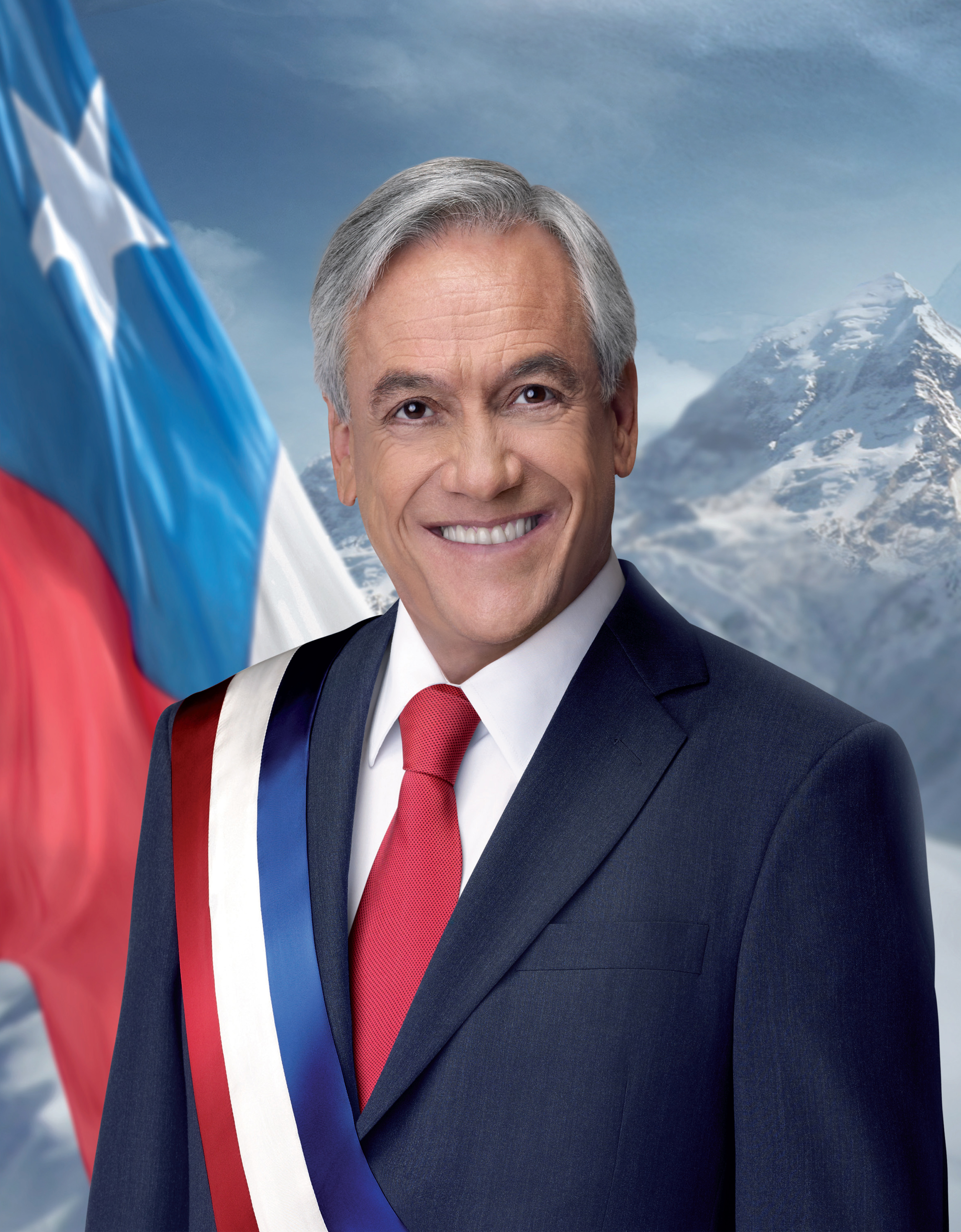
Sebastián Piñera (2010)

- Rom/Italien: Verleihung des 16. Europäischen Theaterpreises an Isabelle Huppert und Jeremy Irons. Yael Ronen und Susanne Kennedy werden mit dem Europäischen Theaterpreis für Neue Realitäten ausgezeichnet.[26]
- Santiago de Chile/Chile: Die Stichwahl in der Präsidentschaftswahl in Chile 2017 gewinnt Sebastián Piñera.[27]

### Montag, 18. Dezember 2017
- Johannesburg/Südafrika: Cyril Ramaphosa wird zum neuen Vorsitzenden des ANC gewählt.[28]
- Tacoma/Vereinigte Staaten: Ein Personenzug ist in der Nähe von Tacoma, Washington entgleist und auf den vielbefahrenen Highway Interstate 5 gestürzt. Es wurden 77 Menschen verletzt.[29] Siehe: Eisenbahnunfall von DuPont.
- Wien/Österreich: Die Bundesregierung Kurz I wird durch Bundespräsident Alexander Van der Bellen ernannt und angelobt.[30]

### Dienstag, 19. Dezember 2017
- Riad/Saudi-Arabien: Eine von jemenitischen Huthi-Rebellen abgefeuerte Rakete verfehlt ihr Ziel, die saudische Königsresidenz Yamama, und kann südlich der Hauptstadt, ohne Schäden zu verursachen, abgefangen werden.[31]

### Mittwoch, 20. Dezember 2017
- Wellington/Neuseeland: Neuseeland legalisiert den medizinischen Gebrauch von Cannabis.[32]

### Donnerstag, 21. Dezember 2017
- Barcelona/Spanien: Bei den von der Zentralregierung in Madrid angesetzten vorgezogenen Neuwahlen in Katalonien gewinnen abermals die Separatisten. Nach den Wahlen Anfang Oktober kam es zur Katalonien-Krise. Ziel der Separatisten ist es, Katalonien als eigenständigen Staat von Spanien abzugrenzen.[33]
- Manila/Philippinen: Der Taifun Tembin verursacht auf den Philippinen Erdrutsche und Überschwemmungen. Mindestens 349 Personen verlieren ihr Leben.[24]

### Freitag, 22. Dezember 2017
- Washington, D.C./Vereinigte Staaten: Durch seine Unterzeichnung kann die von US-Präsident Donald Trump im Wahlkampf versprochene umfangreiche Steuerreform in Kraft treten.[34]

### Samstag, 23. Dezember 2017
- Berlin/Deutschland: Aus dem Bundesinnenministerium werden Pläne bekannt, unbegleitete minderjährige Migranten in eigens zu bauende Jugendheime in Marokko abzuschieben.[35]
- Niamey/Niger: Bei einem Staatsbesuch kündigt der französische Präsident Emmanuel Macron einerseits die Stärkung der zur Abwehr militanter Islamisten eingesetzten multinationalen afrikanischen Streitkräfte im Norden Malis und andererseits Hilfsmittel für die Bildung von Mädchen im Niger an.[36]

### Sonntag, 24. Dezember 2017

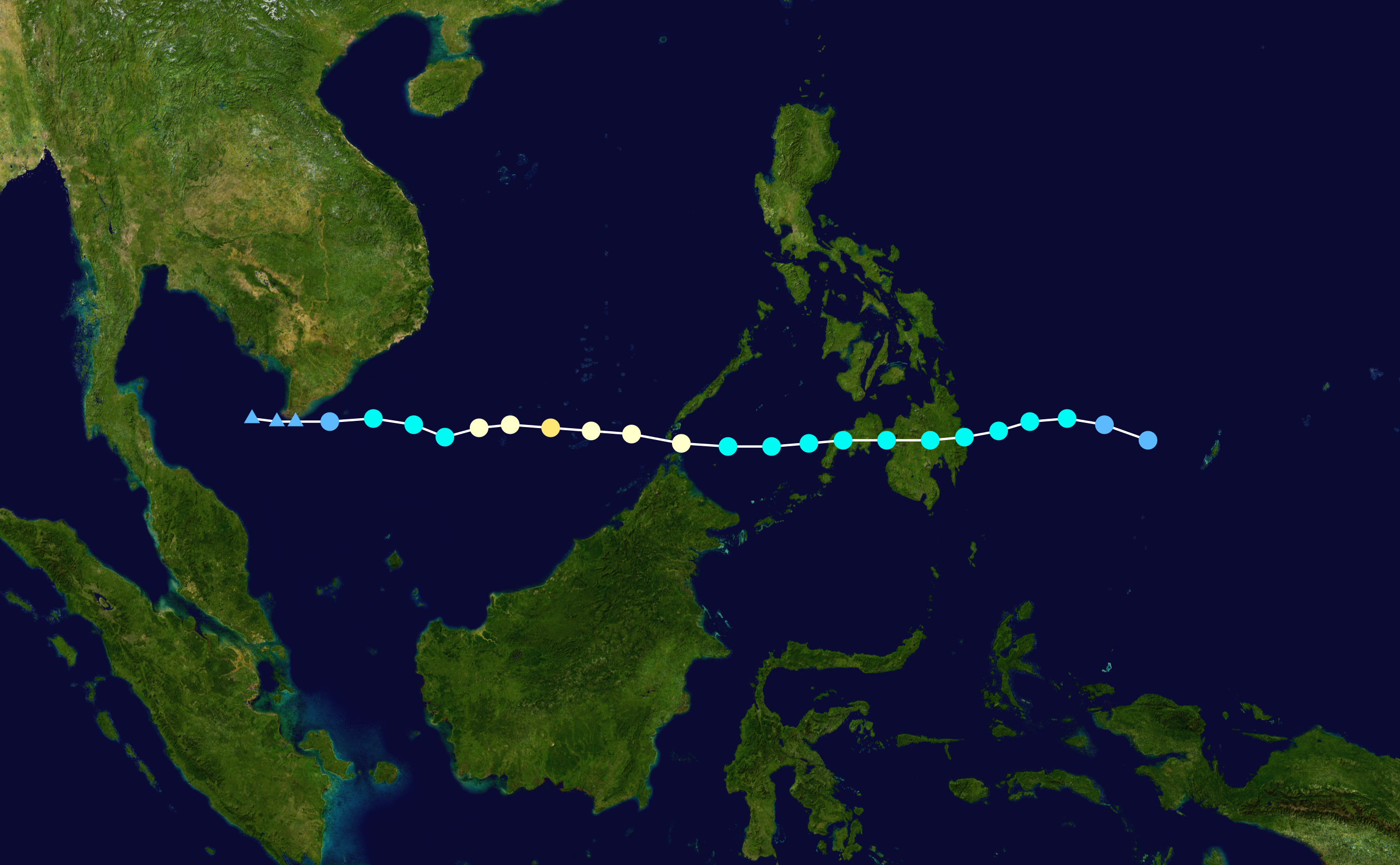
Zugbahn von Taifun Tembin über Mindanao und Palawan hinweg ins Südchinesische Meer nach Vietnam (links; rotorange=Intensivierung).

- Berlin/Deutschland: Eine Person, laut der Polizei ein 58-jähriger Mann, ist mit einem Wagen in das Willy-Brandt-Haus gefahren. Dies tat er, nachdem er vor die CDU-Parteizentrale eine Tasche mit leicht brennbaren Materialien abgestellt hatte. Die in dem Haus ausgelösten Flammen wurden von einer Sprinkleranlage gelöscht.[37]
- Guatemala-Stadt/Guatemala: Guatemala hat als erstes Land nach der Entscheidung von US-Präsident Donald Trump angekündigt, Jerusalem als Hauptstadt Israels anzuerkennen und seine Botschaft dorthin zu verlegen.[38]
- Manila/Philippinen: Der Taifun Tembin zerstört auf den Philippinen in den Bergdörfern nahe Tubod und in der Stadt Piagapo nahe an den Flüssen gebaute Häuser und fordert hunderte Todesopfer sowie zahlreiche Vermisste.[39]
- Vals/Österreich: Bei einem Felssturz in Vals sind die rund 150 Einwohner des Tals eingeschlossen.[40]

### Montag, 25. Dezember 2017
- Moskau/Russland: Die Zentrale Wahlkommission untersagt dem aussichtsreichsten Kandidaten der Oppositionsparteien, Alexei Nawalny, aufgrund einer früheren strafrechtlichen Verurteilung die Teilnahme an der Präsidentschaftswahl 2018.[41]

### Dienstag, 26. Dezember 2017

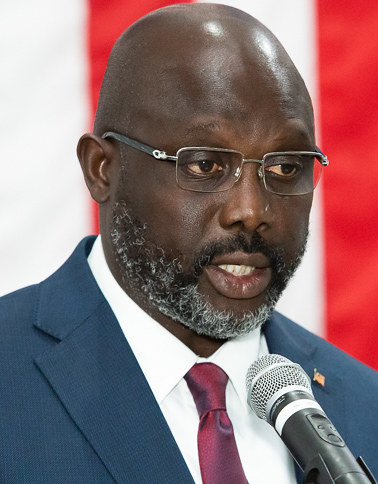
George Weah (2019)

- Monrovia/Liberia: Der ehemalige Fußballprofi George Weah vom Congress for Democratic Change (CDC) gewinnt die zweite Runde der Präsidentschaftswahlen.[42]

### Mittwoch, 27. Dezember 2017
- Kiew/Ukraine: Im Ukraine-Krieg tauschen die Konfliktparteien hunderte Gefangene.[43]

### Donnerstag, 28. Dezember 2017
- Bengasi/Libyen: Nach der Eroberung des letzten bis dahin von islamistischen Milizen gehaltenen Stadtteils befindet sich die zweitgrößte Stadt Libyens wieder vollständig unter der Kontrolle der Nationalen Libyschen Armee.[44]
- Kabul/Afghanistan: Bei einem Selbstmordanschlag auf ein Kulturzentrum in der afghanischen Hauptstadt kommen 41 Personen ums Leben. Die Terrororganisation IS bekennt sich zu der Tat.[45]

### Freitag, 29. Dezember 2017
- Kairo/Ägypten:  Bei einem Terroranschlag vor einer koptischen Kirche kommen mindestens 10 Personen ums Leben und weitere Menschen werden verletzt.[46]
- München/Deutschland: Am Flughafen München wird ein mutmaßlicher Kriegsverbrecher aus Bosnien-Herzegowina festgenommen.[47]

### Samstag, 30. Dezember 2017
- Kapstadt/Südafrika: Eine anhaltende Dürreperiode zwingt die Behörden, Wasser für die Bevölkerung stark zu rationieren. Bei anhaltender Trockenheit droht eine Aussetzung der Wasserversorgung Ende April 2018 und die Ersetzung durch zentrale Sammelausgabestellen.[48]
- Teheran/Iran: Im Iran kommt es zu landesweit zunehmenden Demonstrationen gegen zu hohe Preise und gegen die  Regierungspolitik.[49]

### Sonntag, 31. Dezember 2017
- Den Haag/Niederlande: Der Internationale Strafgerichtshof für das ehemalige Jugoslawien stellt seine Arbeit nach 24 Jahren ein. Von insgesamt 161 angeklagten Personen wurden 90 verurteilt.[50]
- Gundremmingen/Deutschland: Im Zuge der Energiewende ist nach 33 Jahren Betriebszeit gemäß dem Atomgesetz (§ 7) von 2011 der Block B des Kernkraftwerks Gundremmingen (KGG)  mit einer Leistung von 1344 Megawatt abgeschaltet worden. Block C folgt spätestens Ende 2021. Gesellschafter des KGG sind RWE Power und Preussenelektra.[51]

## Siehe auch

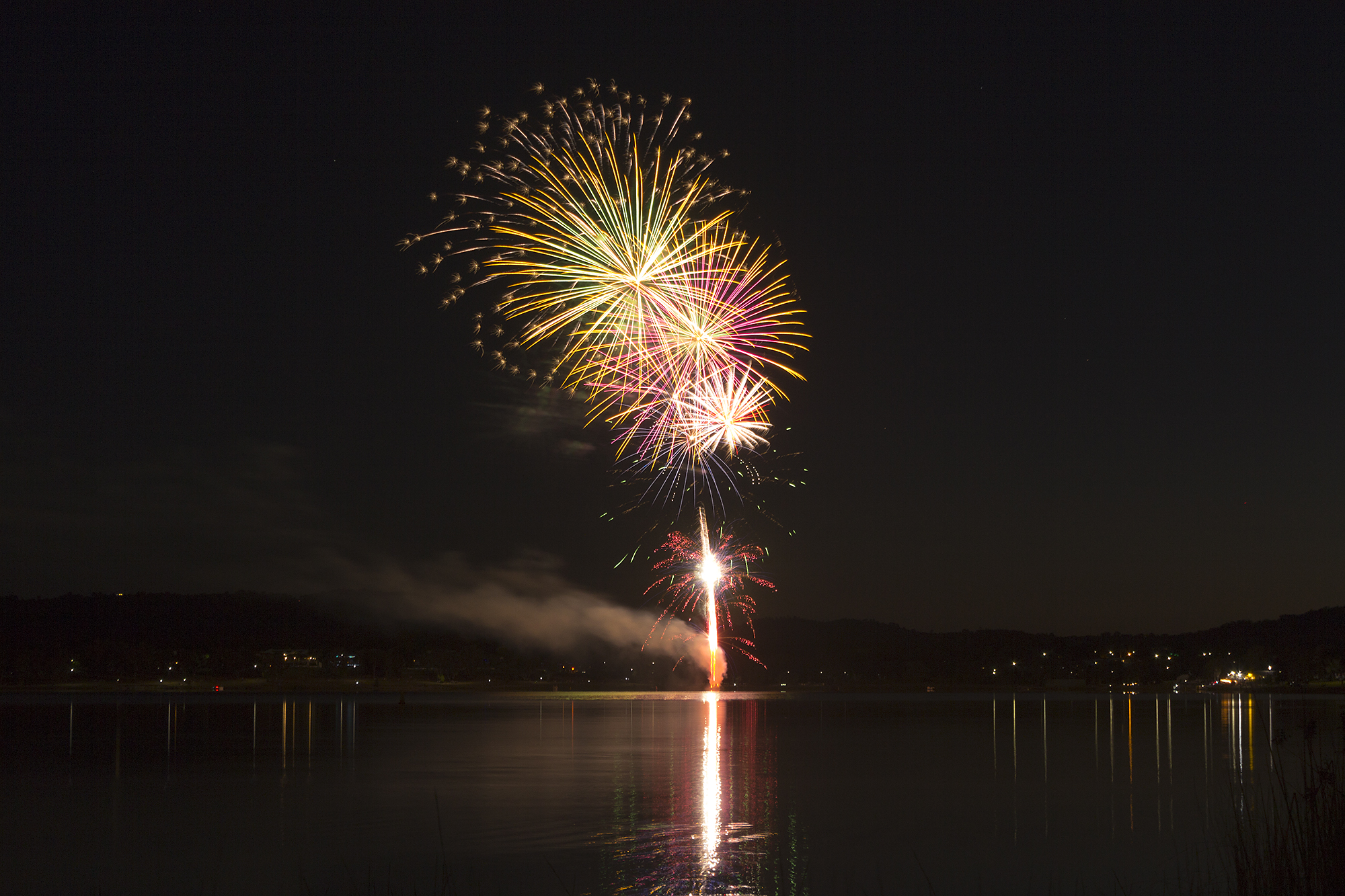
In Australien beginnt das neue Jahr bereits etwas früher – Feuerwerk in Wagga Wagga (UTC+10)

## Weblinks

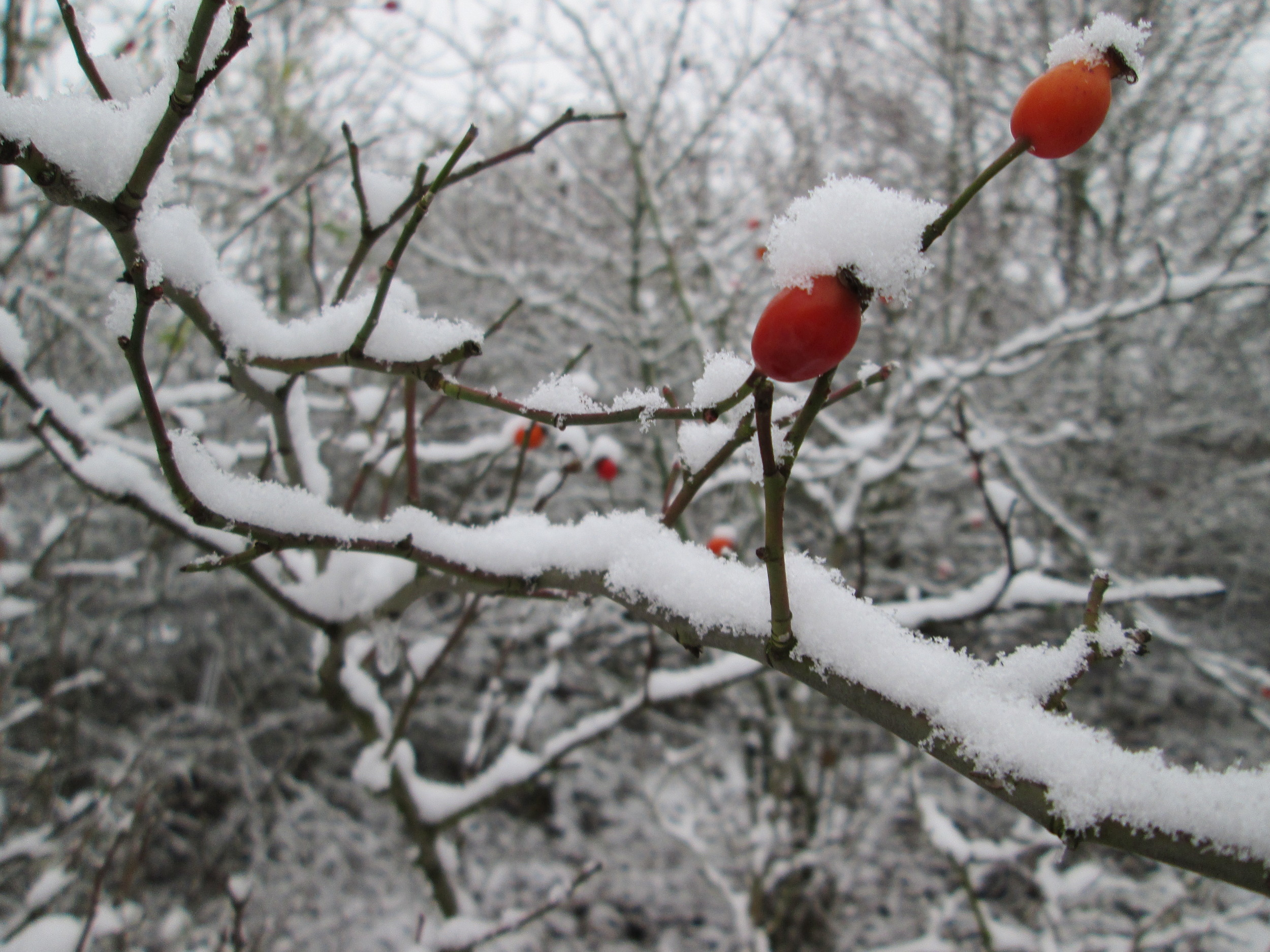
Früchte der Hundsrose mit kleinen Schneehäubchen